# Confessions (álbum de Usher)
Confessions é o quarto álbum de estúdio do cantor norte-americano Usher. Foi lançado em 23 de março de 2004 através da Arista Records. As sessões de gravação do álbum ocorreram entre 2003 e 2004, com sua produção sendo dirigida pelo colaborador de longa data Jermaine Dupri, junto com Jimmy Jam e Terry Lewis, Hayden Brock, Lil Jon, dentre outros. Primariamente um álbum de R&B, Confessions apresenta Usher como crooner através de uma mistura de baladas e ritmos acelerados, incorporando gêneros musicais de dance-pop, hip hop e crunk. Os temas do álbum geraram controvérsias sobre os relacionamentos pessoais de Usher; no entanto, o produtor principal do álbum, Jermaine Dupri, afirmou que o álbum reflete sua própria história pessoal.
Nos Estados Unidos, o álbum vendeu 1,1 milhão de cópias em sua primeira semana. Para aumentar as vendas em meio a ameaças de contrabando, foi lançada uma edição especial do álbum, que inclui o single "My Boo", um dueto com Alicia Keys. Confessions rendeu a Usher vários prêmios, incluindo o Grammy Award de Melhor Álbum Contemporâneo de R&B.
De acordo com a Billboard, foi o segundo álbum mais vendido da década de 2000 nos Estados Unidos, atrás de No Strings Attached (2000), de *NSYNC. Com mais de oito milhões de cópias vendidas em 2004, o álbum foi visto como um sinal de recuperação das vendas de álbuns nos Estados Unidos, após três anos de declínio. Também foi um exemplo do pico comercial e dominação da música urbana nas paradas da Billboard em 2004. Confessions recebeu 14 certificados de platina pela Recording Industry Association of America (RIAA) e, em 2006, já havia vendido mais de 10.3 milhões de cópias nos Estados Unidos e mais de 15 milhões mundialmente, tornando-se o álbum de R&B grvado por um artista masculino mais vendido do século XXI.
O conceito, a produção e a entrega vocal de Usher em Confessions foram aclamados desde o seu lançamento e, em 2020, o álbum foi classificado em 432º lugar na lista dos 500 Melhores Álbuns de Todos os Tempos da Rolling Stone.

## Antecedentes e gravação
Quando começou a gravar Confessions em 2003, Usher afirmou que não queria trabalhar com nenhum novo produtor.[carece de fontes?] A produção começou entre Usher e Jermaine Dupri, que produziu seus dois álbuns anteriores, My Way (1997) e 8701 (2001).[carece de fontes?] Apesar de sua visão, Usher afirmou: "Com este álbum eu escolhi alguns novos produtores que imaginei que definitivamente me permitiriam me articular de uma maneira diferente... Cada álbum você tem que crescer. Você tem que procurar algo diferente". Dupri também convidou seu colaborador frequente Bryan-Michael Cox. O álbum conta com produções de Jimmy Jam e Terry Lewis, Just Blaze, James Lackey, Dre & Vidal, entre outros.
Quando Usher sentiu que o álbum estava completo, com quarenta canções gravadas, ele o submeteu à sua gravadora, Arista. No entanto, ele e o então presidente da empresa, L. A. Reid, que ouviu o disco, pensaram que faltava algo nele. “Quer saber, há mais uma ou duas canções que precisamos conseguir”. Usher não gostou da decisão; ele sentiu que voltar ao estúdio era a parte mais difícil e precisava se motivar novamente. Ele continuou gravando mais algumas faixas com a ajuda dos colegas Lil Jon e Ludacris. A equipe acabou também por conseguir produzir músicas como "Red Light" e "Yeah!". Ele também gravou músicas com P. Diddy e The Neptunes durante uma dessas sessões, mas não foram lançadas.

## Recepção da crítica
| Críticas profissionais                                                      | Críticas profissionais |
| Avaliações da crítica                                                       | Avaliações da crítica  |
| Fonte                                                                       | Avaliação              |
| --------------------------------------------------------------------------- | ---------------------- |
| AllMusic                                                                    | [ 3 ]                  |
| Blender                                                                     | [ 4 ]                  |
| Entertainment.ie                                                            | [ 5 ]                  |
| Rolling Stone                                                               | [ 6 ]                  |
| Slant Magazine                                                              | [ 7 ]                  |
| Sputnikmusic                                                                | [ 8 ]                  |
| Esta tabela precisa de ser acompanhada por texto em prosa. Consulte o guia. |                        |

Confessions recebeu críticas geralmente positivas. No Metacritic, que atribui uma classificação normalizada de 100 para resenhas de publicações profissionais, o álbum recebeu uma pontuação média de 71, com base em 13 resenhas.
Matt Cibula do PopMatters escreveu que "poderia ser o melhor álbum pop em inglês do ano".[carece de fontes?] Jem Aswad, da Entertainment Weekly, disse que Usher "revela sua maturidade recém-descoberta ao abrir com a música mais corajosa que ele já fez". Laura Checkoway da Vibe disse que, "Embora Confessions não leve Usher até a maturidade artística que se poderia esperar, acompanhar a progressão desta estrela definitivamente tem suas satisfações".[carece de fontes?] A revista Q observou "ganchos de R&B viciantes e assuntos totalmente dançantes e amorosos, impulsionados com ajustes de produção quentes".[carece de fontes?] Amy Linden, do The Village Voice, comentou que "as (supostas) falhas de caráter de Usher são facilmente perdoadas, porque ele pode cantar pra caramba" e concluiu: "Como o grande sucesso de vendas, mas subestimado, de 2002, 8701, Confessions é uma demonstração de pop-soul top de linha que ... consegue ser comercialmente experiente sem parecer muito desesperado. Mais ou menos como o próprio Usher". Kelefa Sanneh, do The New York Times, disse que perto do final, a composição "falha" com Usher em um álbum de R&B "fortemente carregado", mas sentiu que seu desempenho é sólido do começo ao fim.[carece de fontes?]
Em uma crítica mista, Caroline Sullivan do The Guardian criticou seu "brilho de produção" e disse que, embora a "entrega fluida" de Usher redime as faixas fracas, há apenas duas "ótimas canções"—"Yeah" e a faixa-título. A escritora da Rolling Stone, Laura Sinagra, disse que ele "está amadurecendo de novo", mas "ainda não chega a ser um valentão excitado". Jon Caramanica da Blender considerou que as composições de Usher "não são um ponto forte, e suas baladas muitas vezes se afogam em sua própria inanidade". Elizabeth Mendez Berry, do The Washington Post, chamou Confessions de "a gravação mais forte de Usher até agora", mas achou as canções mais sexuais mundanas.[carece de fontes?]

## Lista de faixas
| Confessions — Edição padrão |                                           | |                                                                           |         |  |
| N.º                         | Título                                    | Compositor(es) | Produtor(es)                                                              | Duração |  |
| 1.                          | "Intro"                                   | Usher Raymond | James Lackey Raymond                                                      | 0:46    |  |
| 2.                          | "Yeah!" (com part. de Lil Jon e Ludacris) | Jonathan Smith Sean Garrett Patrick "J. Que" Smith Christopher Bridges Robert McDowell James Phillips LaMarquis Jefferson | Lil Jon Garrett                                                           | 4:10    |  |
| 3.                          | "Throwback"                               | Richard P. Butler, Jr. Justin Smith Que Smith Lamont Dozier Brian Holland Edward Holland Richard Wylie                    | Just Blaze                                                                | 4:01    |  |
| 4.                          | "Confessions" (Interlude)                 | Raymond Jermaine Dupri Bryan-Michael Cox                                                                                  | Raymond Valdez Brantley Juan Johnny Najera Aaron Spears Arthur Strong     | 1:15    |  |
| 5.                          | "Confessions Part II"                     | Raymond Dupri Cox | Dupri Cox                                                                 | 3:49    |  |
| 6.                          | "Burn"                                    | Raymond Dupri Cox | Dupri Cox                                                                 | 4:16    |  |
| 7.                          | "Caught Up"                               | Andre Harris Vidal Davis Jason "Poo Bear" Boyd Ryan Toby                                                                  | Dre & Vidal                                                               | 3:44    |  |
| 8.                          | "Superstar" (Interlude)                   | Raymond Brantley Najera Spears Strong                                                                                     | Raymond Brantley Najera Spears Strong                                     | 1:04    |  |
| 9.                          | "Superstar"                               | Harris Davis Boyd Toby Nyticka Hemingway                                                                                  | Dre & Vidal                                                               | 3:29    |  |
| 10.                         | "Truth Hurts"                             | Raymond James Harris III Terry Lewis Bobby Ross Avila Issiah J. Avila                                                     | Jimmy Jam & Terry Lewis Bobby Ross Avila & IZ                             | 3:51    |  |
| 11.                         | "Simple Things"                           | Raymond Harris III Lewis B. Avila I. Avila                                                                                | Jimmy Jam & Terry Lewis Bobby Ross Avila & IZ                             | 4:58    |  |
| 12.                         | "Bad Girl"                                | Raymond Harris III Lewis Danté Barton Wil Guice B. Avila I. Avila                                                         | Dante "Destro Music" Barton Jimmy Jam & Terry Lewis Bobby Ross Avila & IZ | 4:21    |  |
| 13.                         | "That's What It's Made For"               | Raymond Harris III Lewis B. Avila I. Avila James Q. Wright                                                                | Jimmy Jam & Terry Lewis Bobby Ross Avila & IZ Wright                      | 4:37    |  |
| 14.                         | "Can U Handle It?"                        | Raymond Robin Thicke James Gass Robert Daniels                                                                            | Thicke Pro J                                                              | 5:54    |  |
| 15.                         | "Do It to Me"                             | Raymond Dupri Cox | Dupri Cox                                                                 | 3:53    |  |
| 16.                         | "Take Your Hand"                          | Raymond Rich Harrison Leon Huff Gene McFadden John Whitehead                                                              | Harrison                                                                  | 3:03    |  |
| 17.                         | "Follow Me"                               | Harris Davis Boyd Toby | Dre & Vidal Toby Boyd                                                     | 3:30    |  |
| Duração total:              | Duração total:                            | Duração total: | Duração total:                                                            | 60:30   |  |

| Confessions — Edição britânica (faixas bônus) |                      |                                                         |                |         |  |
| N.º                                           | Título               | Compositor(es)                                          | Produtor(es)   | Duração |  |
| 18.                                           | "Whatever I Want"    | Raymond Harrison Johnny Otis Maxwell Davis Shuggie Otis | Harrison       | 3:11    |  |
| 19.                                           | "Confessions Part I" | Raymond Dupri Cox                                       | Dupri Cox      | 4:21    |  |
| Duração total:                                | Duração total:       | Duração total:                                          | Duração total: | 68:02   |  |

| Confessions — Edição especial |                                                                         |                                                                            |                                                      |         |  |
| N.º                           | Título                                                                  | Compositor(es)                                                             | Produtor(es)                                         | Duração |  |
| 3.                            | "Throwback" (com part. de Jadakiss)                                     | Butler J. Smith P. Smith Dozier B. Holland E. Holland Wylie Jason Phillips | Just Blaze                                           | 4:46    |  |
| 4.                            | "Confessions Part I"                                                    | Raymond Dupri Cox                                                          | Dupri Cox                                            | 4:21    |  |
| 5.                            | "Confessions Part II" (Confessions Special Edit Version)                | Raymond Dupri Cox                                                          | Dupri Cox                                            | 3:30    |  |
| 6.                            | "Burn" (Confessions Special Edit Version)                               | Raymond Dupri Cox                                                          | Dupri Cox                                            | 3:51    |  |
| 9.                            | "Superstar" (Confessions Special Edit Version)                          | Harris Davis Boyd Toby Hemingway                                           | Dre & Vidal                                          | 3:10    |  |
| 18.                           | "My Boo" (com Alicia Keys)                                              | Raymond Keys Dupri Manuel Seal Adonis Shropshire                           | Dupri Seal                                           | 3:43    |  |
| 19.                           | "Red Light"                                                             | J. Smith Garrett P. Smith Keri Hilson Robert McDowel                       | Lil Jon Garrett                                      | 4:48    |  |
| 20.                           | "Seduction"                                                             | Raymond Harris III Lewis B. Avila I. Avila Wright                          | Jimmy Jam & Terry Lewis Bobby Ross Avila & IZ Wright | 4:33    |  |
| 21.                           | "Confessions Part II" (Remix) (com part. de Shyne, Kanye West e Twista) | Raymond Dupri Cox Moses Barrow West Carl Mitchell                          | Dupri Cox                                            | 4:28    |  |
| Duração total:                | Duração total:                                                          | Duração total:                                                             | Duração total:                                       | 77:22   |  |

## Tabelas musicais
| País                                 | Melhor posição |
| ------------------------------------ | -------------- |
| Estados Unidos (Billboard 200)       | 1              |
| Canadá (Billboard)                   | 1              |
| União Europeia (Billboard)           | 1              |
| Austrália (ARIA)                     | 2              |
| Reino Unido (OCC)[carece de fontes?] | 1              |